# Mistrzostwa Świata Juniorów w Narciarstwie Klasycznym 1989
Mistrzostwa Świata Juniorów w Narciarstwie Klasycznym 1989 – zawody sportowe, które odbyły się w dniach 16 - 19 marca 1989 r. w norweskim Vang. Podczas mistrzostw zawodnicy rywalizowali w 10 konkurencjach, w trzech dyscyplinach klasycznych: skokach narciarskich, kombinacji norweskiej oraz w biegach narciarskich. W tabeli medalowej zwyciężyła reprezentacja ZSRR, której zawodnicy zdobyli też najwięcej medali, 6, w tym 3 złote i 3 brązowe.

## Program
16 marca
- Biegi narciarskie - 5 kilometrów (K), 10 kilometrów (M)
- Kombinacja norweska - skocznia normalna, 3x10 kilometrów drużynowo (M)
- Skoki narciarskie - skocznia normalna indywidualnie (M)

17 marca
- Skoki narciarskie - skocznia normalna drużynowo (M)

18 marca
- Biegi narciarskie - 15 kilometrów (K), 30 kilometrów (M)

19 marca
- Kombinacja norweska - skocznia normalna, 10 kilometrów indywidualnie (M)
- Biegi narciarskie - sztafeta sztafeta 4 × 5 kilometrów (K), 4 × 10 kilometrów (M)

## Medaliści

### Biegi narciarskie
Mężczyźni
| Konkurencja                      | Data          | Złoto                                                                 | Srebro                                                            | Brąz                                                                        |
| -------------------------------- | ------------- | --------------------------------------------------------------------- | ----------------------------------------------------------------- | --------------------------------------------------------------------------- |
| Bieg na 10 km techniką klasyczną | 18 marca 1989 | Władimir Isupow                                                       | Niklas Jonsson                                                    | Karri Hietamäki                                                             |
| Bieg na 30 km techniką dowolną   | 16 marca 1989 | Johann Mühlegg                                                        | Bertram Seidel                                                    | Roberto De Zolt                                                             |
| Bieg sztafetowy 4 × 10 km        | 19 marca 1989 | ZSRR Igor Plesowskich · Władimir Isupow · Elmo Kasin · Andriej Kukrus | NRD Ronny Schubert · Bertram Seidel · Janko Neuber · Mario Möller | Czechosłowacja Tomáš Čáslavský · Martin Hušek · Milan Koutský · Karel Raabe |

Kobiety
| Konkurencja                     | Data          | Złoto                                                                 | Srebro                                                                     | Brąz                                                                              |
| ------------------------------- | ------------- | --------------------------------------------------------------------- | -------------------------------------------------------------------------- | --------------------------------------------------------------------------------- |
| Bieg na 5 km techniką klasyczną | 18 marca 1989 | Stefania Belmondo                                                     | Kicki Eskilsson                                                            | Olga Daniłowa                                                                     |
| Bieg na 15 km technika dowolną  | 16 marca 1989 | Stefania Belmondo                                                     | Marie Josée Pepin                                                          | Mari Hietala                                                                      |
| Bieg sztafetowy 4 × 5 km        | 19 marca 1989 | ZSRR Olga Daniłowa · Inessa Jarkowa · Natalja Zajewa · Jelena Grenros | Szwecja Anette Fanqvist · Karin Öhman · Annika Evaldsson · Kicki Eskilsson | Czechosłowacja Lenka Tučková · Eva Pradecková · Iveta Zelingerová · Soňa Mihoková |

### Skoki narciarskie
Mężczyźni
| Konkurencja                       | Data          | Złoto                                                                         | Srebro                                                               | Brąz                                                                   |
| --------------------------------- | ------------- | ----------------------------------------------------------------------------- | -------------------------------------------------------------------- | ---------------------------------------------------------------------- |
| Skocznia normalna - indywidualnie | 16 marca 1989 | Kent Johanssen                                                                | Andi Rauschmeier                                                     | Staffan Tällberg                                                       |
| Skocznia normalna - drużynowo     | 17 marca 1989 | Austria Andi Rauschmeier · Alexander Pointner · Markus Steiner · Heinz Kuttin | Jugosławia Goran Janus · Marjan Kropar · Franci Petek · Primož Kopač | Norwegia Øyvind Berg · Erlend Schumann · Henning Wold · Kent Johanssen |

### Kombinacja norweska
Mężczyźni
| Konkurencja                                      | Data          | Złoto                                                         | Srebro                                                        | Brąz                                                     |
| ------------------------------------------------ | ------------- | ------------------------------------------------------------- | ------------------------------------------------------------- | -------------------------------------------------------- |
| Skocznia normalna, bieg na 10 km - indywidualnie | 19 marca 1989 | Trond Einar Elden                                             | Francis Repellin                                              | Ago Markvardt                                            |
| Skocznia normalna, bieg na 3x10 km - drużynowo   | 16 marca 1989 | Norwegia Frode Moen · Fred Børre Lundberg · Trond Einar Elden | Francja Jean-Pierre Bohard · Xavier Girard · Francis Repellin | ZSRR Jurij Erchaler · Siergiej Szwagirow · Ago Markvardt |

## Tabela medalowa
| Klasyfikacja medalowa | Klasyfikacja medalowa | Klasyfikacja medalowa | Klasyfikacja medalowa | Klasyfikacja medalowa | Klasyfikacja medalowa |
| Lp.                   | Państwo               | złoto                 | srebro                | brąz                  | złoto · srebro · brąz |
| --------------------- | --------------------- | --------------------- | --------------------- | --------------------- | --------------------- |
| 1.                    | ZSRR                  | 3                     | 0                     | 3                     | 6                     |
| 2.                    | Norwegia              | 3                     | 0                     | 1                     | 4                     |
| 3.                    | Włochy                | 2                     | 0                     | 1                     | 3                     |
| 4.                    | Austria               | 1                     | 1                     | 0                     | 2                     |
| 5.                    | RFN                   | 1                     | 0                     | 0                     | 1                     |
| 6.                    | Szwecja               | 0                     | 3                     | 1                     | 4                     |
| 7.                    | NRD                   | 0                     | 2                     | 0                     | 2                     |
| 8.                    | Czechosłowacja        | 0                     | 1                     | 2                     | 3                     |
| 8.                    | Francja               | 0                     | 1                     | 0                     | 1                     |
| 8.                    | Jugosławia            | 0                     | 1                     | 0                     | 1                     |
| 8.                    | Kanada                | 0                     | 1                     | 0                     | 1                     |
| 11.                   | Finlandia             | 0                     | 0                     | 2                     | 2                     |